# Juan Antonio Mon y Velarde
Juan Antonio Mon y Velarde Pardo y Cienfuegos (San Martín de Oscos, julio de 1747 - Cádiz, mayo de 1791) fue un visitador regio, y uno de los más recordados visitadores que tuvo la provincia de Antioquia en el virreinato de la Nueva Granada durante la época colonial, territorio que se corresponde con el actual departamento de Antioquia en Colombia.

## Biografía
Don Juan Antonio Mon y Velarde Pardo y Cienfuegos nació en el Palacio de Mon, situado en San Martín de Oscos una localidad dentro del principado de Asturias en España en el año de 1747. Fue oidor de la Real Audiencia de Santafé de Bogotá, capital del virreinato, desde 1781.
Poco después, en 1784, fue nombrado por el arzobispo y virrey de Nueva Granada, Antonio Caballero y Góngora, juez visitador de la provincia de Antioquia con funciones de corregidor. Es recordado por sus dotes de organizador de la administración pública, las rentas, la rama judicial y la realización de obras públicas, entre otras acciones.
Impulsó la colonización de tierras despobladas a través de la promoción de la agricultura, la minería, el desarrollo de vías de comunicación y la legalización de las tierras ocupadas por campesinos, lo que le ocasionó muchos problemas con los grandes terratenientes de la época en la provincia y en la capital del virreinato. Desarrolló diversas obras públicas en las ciudades y pueblos de Antioquia, en especial en la capital de ese entonces (Santafé de Antioquia) y la que por entonces era la Villa de Medellín (ahora la capital de departamento de Antioquia) donde existe en su honor una calle con su nombre. Por el trabajo desarrollado desde su puesto de gobernador, es recordado como el «Regenerador de Antioquia».